# Moulton (Yorkshire du Nord)
Pour les articles homonymes, voir Moulton.
Moulton est un village et une paroisse civile du Yorkshire du Nord, en Angleterre.